# Diáfisis
La diáfisis es la porción central o cuerpo de los huesos largos.

## Descripción
La diáfisis tiene forma cilíndrica y alargada. Está localizada entre los dos extremos del hueso o epífisis. Las epífisis se corresponden con los extremos de los huesos largos y es donde se sitúan las articulaciones. La zona de unión entre diáfisis y epífisis se llama metáfisis.
Los principales huesos que poseen diáfisis son los huesos largos de las extremidades. En el ser humano tiene diáfisis el fémur, la tibia, y fíbula (peroné), los metatarsianos y las falanges en las extremidades inferiores, y el húmero, la ulna (cúbito), el radio, los metacarpianos y las falanges en las extremidades superiores. Otros huesos largos que poseen diáfisis pero no están en las extremidades son la clavícula y las costillas.
La diáfisis se encuentra recubierta en su porción externa por un tejido que se llama periostio y en su parte interior posee una cavidad denominada canal medular, el cual contiene médula ósea amarilla (el cual reemplaza a la medula ósea roja que se nota en los primeros estados de desarrollo del hueso) que tiene gran cantidad de grasa. El hueso que la forma está constituido por tejido óseo compacto.
Por el contrario la epífisis tiene en su interior la llamada médula ósea roja y el hueso que la forma no es tejido óseo compacto en su totalidad, sino tejido óseo esponjoso   recubierto de hueso cortical compacto.

## Términos relacionados
- Diafisario: Relativo a la diáfisis. Una fractura diafisaria corresponde a una fractura de la diáfisis de un hueso.[1]
- Diafisitis: Es la inflamación generalmente infecciosa de la diáfisis.
- Diafisectomía: Es la extirpación quirúrgica de una porción de la diáfisis. Esta técnica se utiliza para tratar diversas enfermedades, como ciertos tumores malignos que afectan al hueso.
- Displasia diafisaria progresiva: Es una rara enfermedad que afecta a la diáfisis de los huesos.